# Finnische Badmintonmeisterschaft 1968
Die Finnische Badmintonmeisterschaft 1968 fand in Helsinki statt. Es war die 14. Austragung der nationalen Titelkämpfe von Finnland im Badminton.

## Titelträger
| Disziplin    | Sieger                                |
| ------------ | ------------------------------------- |
| Herreneinzel | Reiner Brander                        |
| Dameneinzel  | Wiola Renholm                         |
| Herrendoppel | Bengt Söderberg Mårten Segercrantz    |
| Damendoppel  | Wiola Renholm Ann Christine Tengström |
| Mixed        | Eero Läikkö Wiola Renholm             |